# 血多
血多，又名蘭堂血多，本名楊士葆，是台灣的網路動畫創作家，動畫系Youtuber，畢業於國立台灣大學農經系。

## 生平

### 創作爆紅
2003年，台灣網拍風氣初起，血多將虛擬商品「蟠龍花瓶」放到Yahoo奇摩拍賣，三天內就引起轟動，價格直飆新台幣上億元，到了第四天就被Yahoo!奇摩拍賣強制下架。不過這次事件讓血多的知名度大增，成為台灣惡搞文化的代表作，後來血多將此經歷著成《黑暗界拍賣王》一書出版。
2008年開始，血多改編安徒生童话《賣火柴的小女孩》制作動畫短片，一共有十七集。除了《賣火柴小女孩》以外，还有如《黑暗界拍賣王》、《搞笑漫畫血多》和《女神之謎》等作品。。

### 轉型
2011年7月，血多也曾在《台灣漫畫月刊》進行《我是賣火柴小女孩這漾》漫畫版連載，故事主軸以包括漾漾等七個不同屬性的小女孩為主角所展開的冒險故事，是個與網路動畫版截然不同的平行世界故事線，預計會做成中長篇，可惜因為該漫畫雜誌經營不善僅推出創刊號後倒閉，加上其他工作因素便放棄了漫畫的製作。2012年7月，血多參加桃園國際動漫大展將當時只有製作六話的漫畫內容以展覽方式呈現出來。
2019年血多宣布出品以之前連載漫畫合編成的個人誌《賣什麼的小女孩》，於FF34中販售。

## 外部連結
- YouTube上的血多頻道
- 血多的Facebook專頁
- 血多的Instagram帳戶
- bilibili血多原創動漫